# Dasya hutchinsiae
Espèce
Dasya hutchinsiae est une espèce d’algues rouges marines de la famille des Delesseriaceae, sous-famille des Dasyoideae.

## Étymologie
L’épithète spécifique hutchinsiae est un hommage à la botaniste et phycologue irlandaise Ellen Hutchins qui a prélevé le type nomenclatural dans la baie de Bantry, en Irlande.

## Synonymes
Dasya hutchinsiae a pour synonymes :
- Dasya arbuscula, sensu Harvey 1849